# 斉藤久治
斉藤 久治（さいとう ひさはる、1962年11月6日 - ）は、日本の元男子水球選手である。日本体育大学4年時に1984年ロサンゼルスオリンピックに日本代表として出場した。